# 矮龙胆
矮龙胆（学名：Gentiana wardii）是龙胆科龙胆属的植物，为中国的特有植物。分布在中国大陆的西藏、云南等地，生长于海拔3,500米至4,550米的地区，多生于高山草甸砾石山坡上，目前尚未由人工引种栽培。

## 异名
- Gentiana wardii W. W. Smith var. micrantha Marq.